# Süderheistedt
Süderheistedt er en by og kommune i det nordlige Tyskland, beliggende i Amt Kirchspielslandgemeinden Eider i den nordlige del af Kreis Dithmarschen. Kreis Dithmarschen ligger i den sydvestlige del af delstaten Slesvig-Holsten.

## Geografi
Kommunen er beliggende i Eider-Treene-Niederung i nærheden af kreisens administrationsby Heide ved Landesstraße 150. I kommunen ligger landsbyerne Aukrug, Hägen og Süderheistedt.